# Gynoplistia hemiptera
Gynoplistia hemiptera är en tvåvingeart. Gynoplistia hemiptera ingår i släktet Gynoplistia och familjen småharkrankar.

## Underarter
Arten delas in i följande underarter:
- G. h. hudsoni
- G. h. hemiptera